# Tsarévo (obchtina)
Pour les articles homonymes, voir Tsarévo (homonymie).
La commune de Tsarévo (en bulgare Община Царево - Obchtina Tsarévo) est située dans le sud-est de la Bulgarie.

## Géographie
La commune de Tsarévo est située dans le sud-est de la Bulgarie, au bord de la mer Noire. Son chef lieu est la ville de Tsarévo et elle fait partie de la région de Bourgas.

## Administration

### Structure administrative
La commune compte 13 lieux habités :
| - ville d'Ahtopol - ville de Tsarévo - village de Brodilovo - village de Bulgari - village de Fazanovo | - village d'Izgév - village de Kondolovo - village de Kosti - village de Lozénèts | - village de Rézovo - village de Sinémorèts - village de Varvara - village de Vélika |

## Galerie

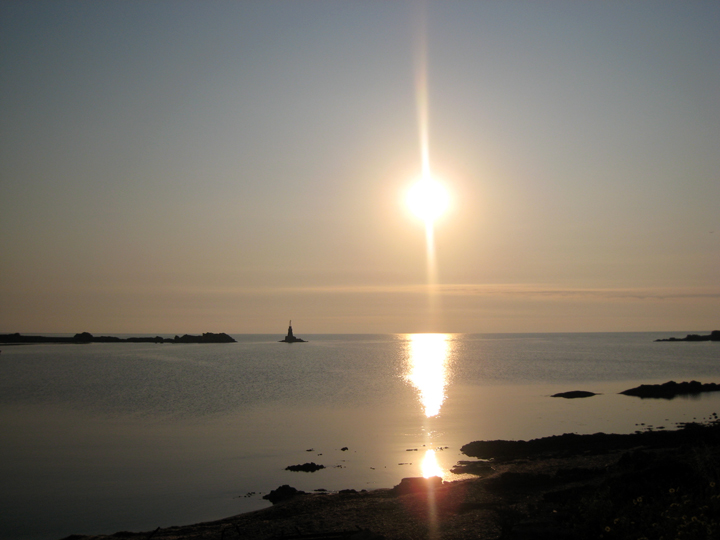
Lever de soleil sur le golfe sud d'Ahtopol
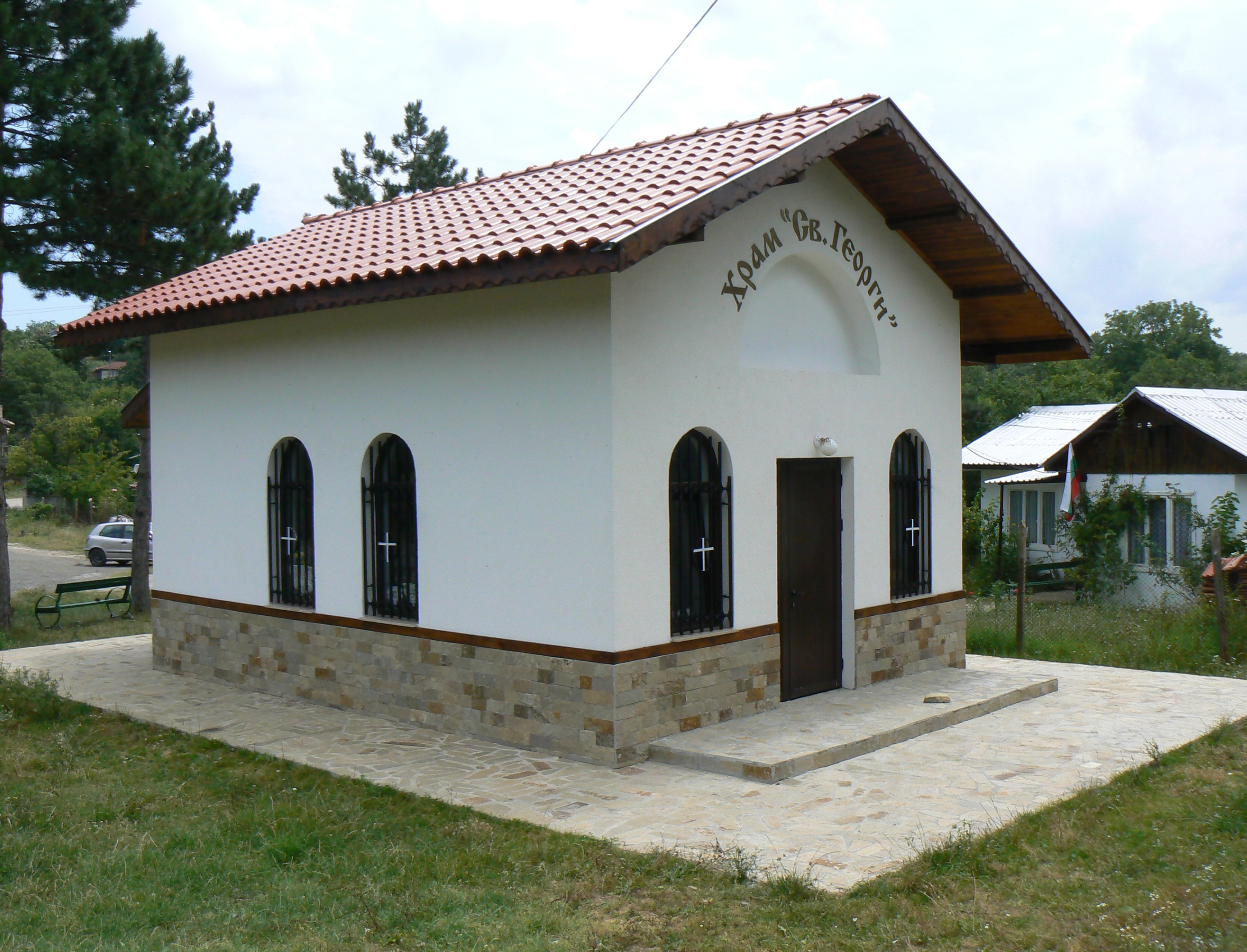
La chapelle Saint-Georges à Kondolovo
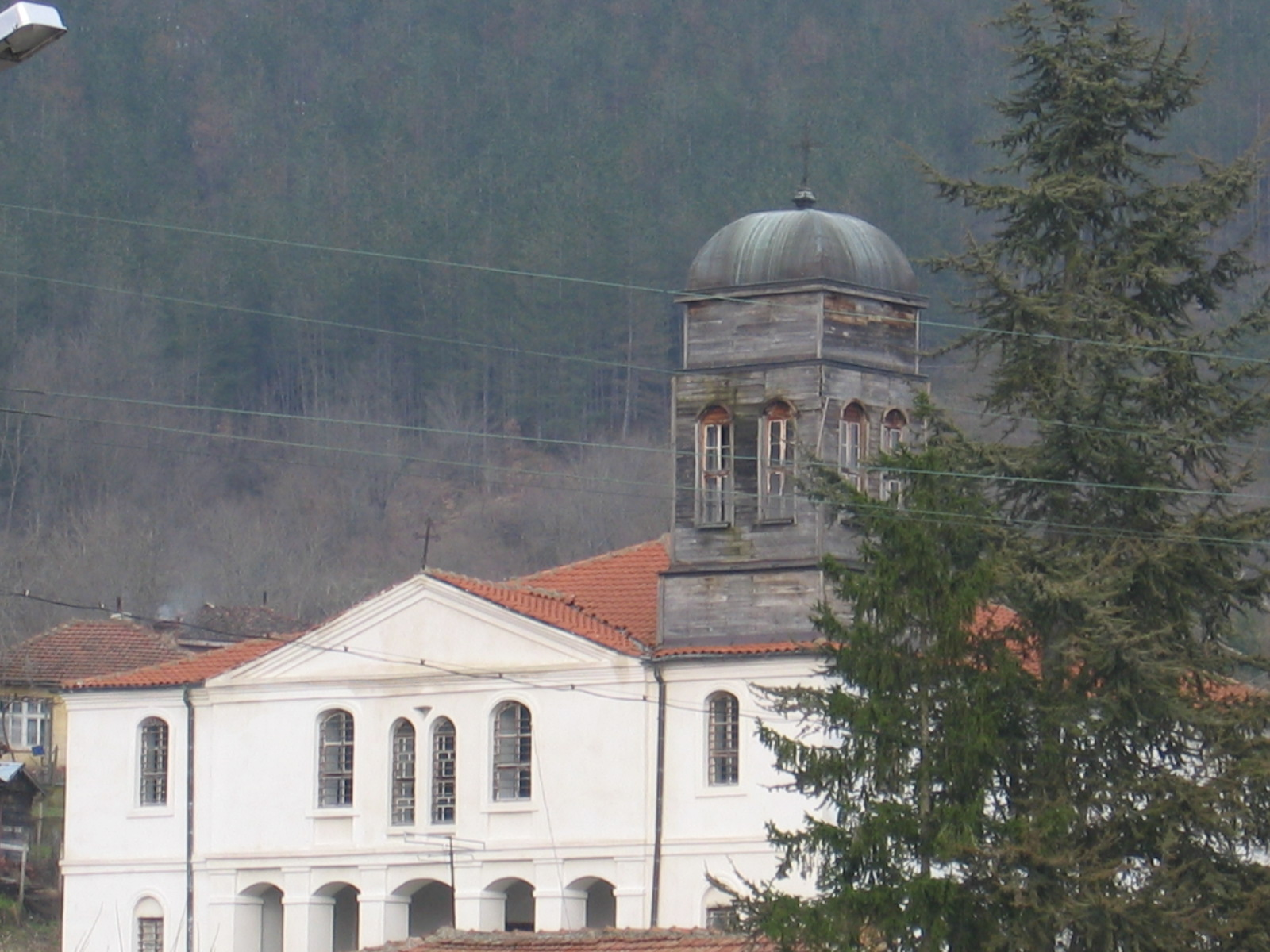
L'église Saints Cyril et Méthode à Kosti
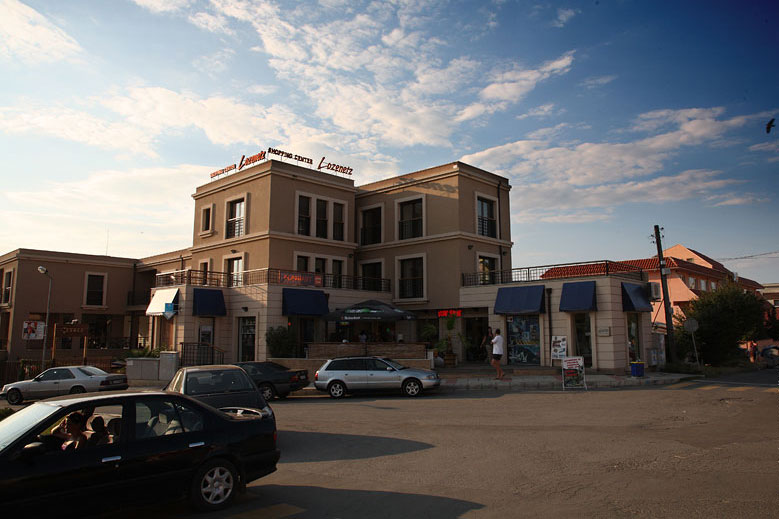
Centre-ville de Lozénéc
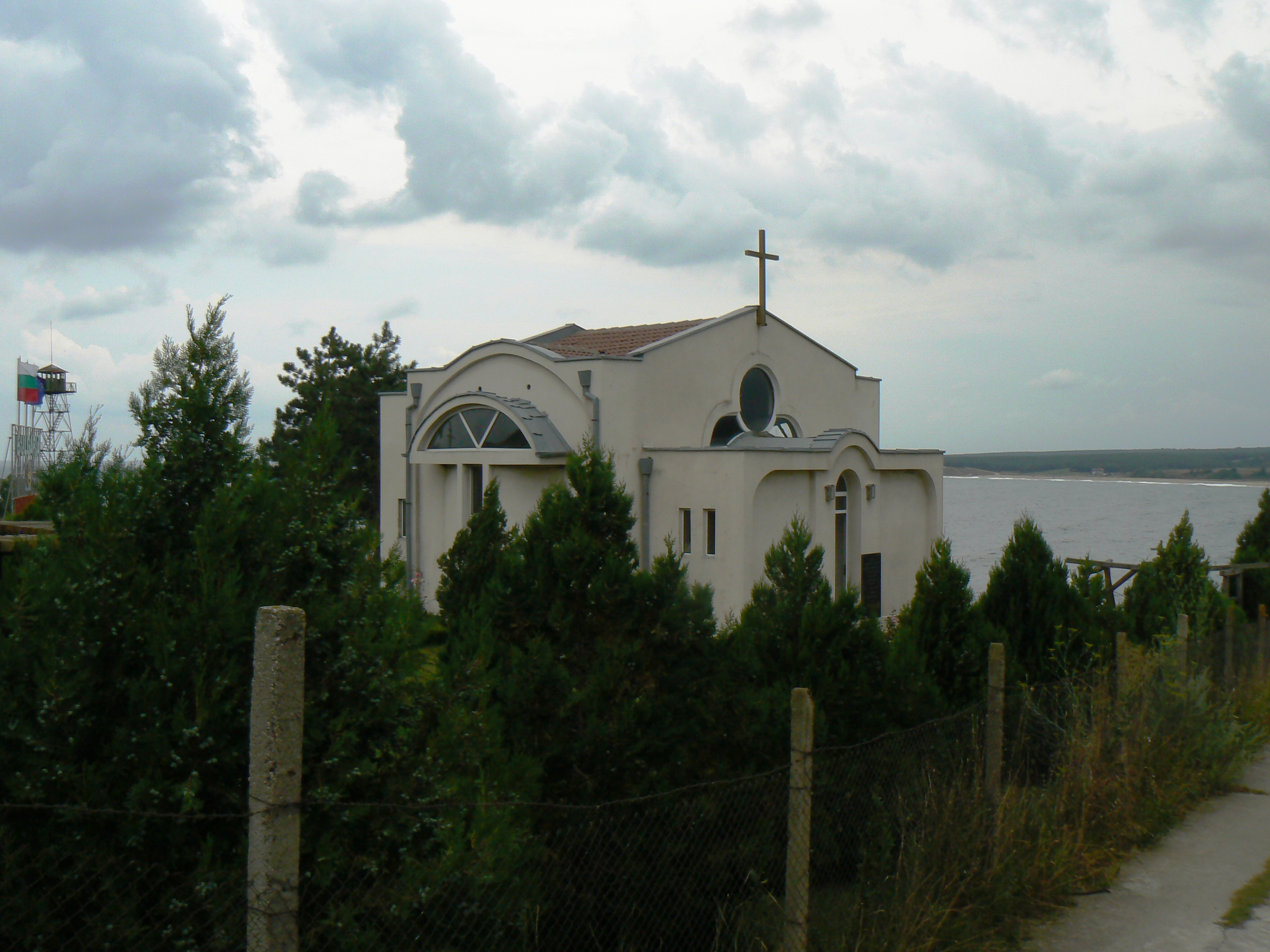
La chapelle Saint-Jean-Baptiste à Rézovo
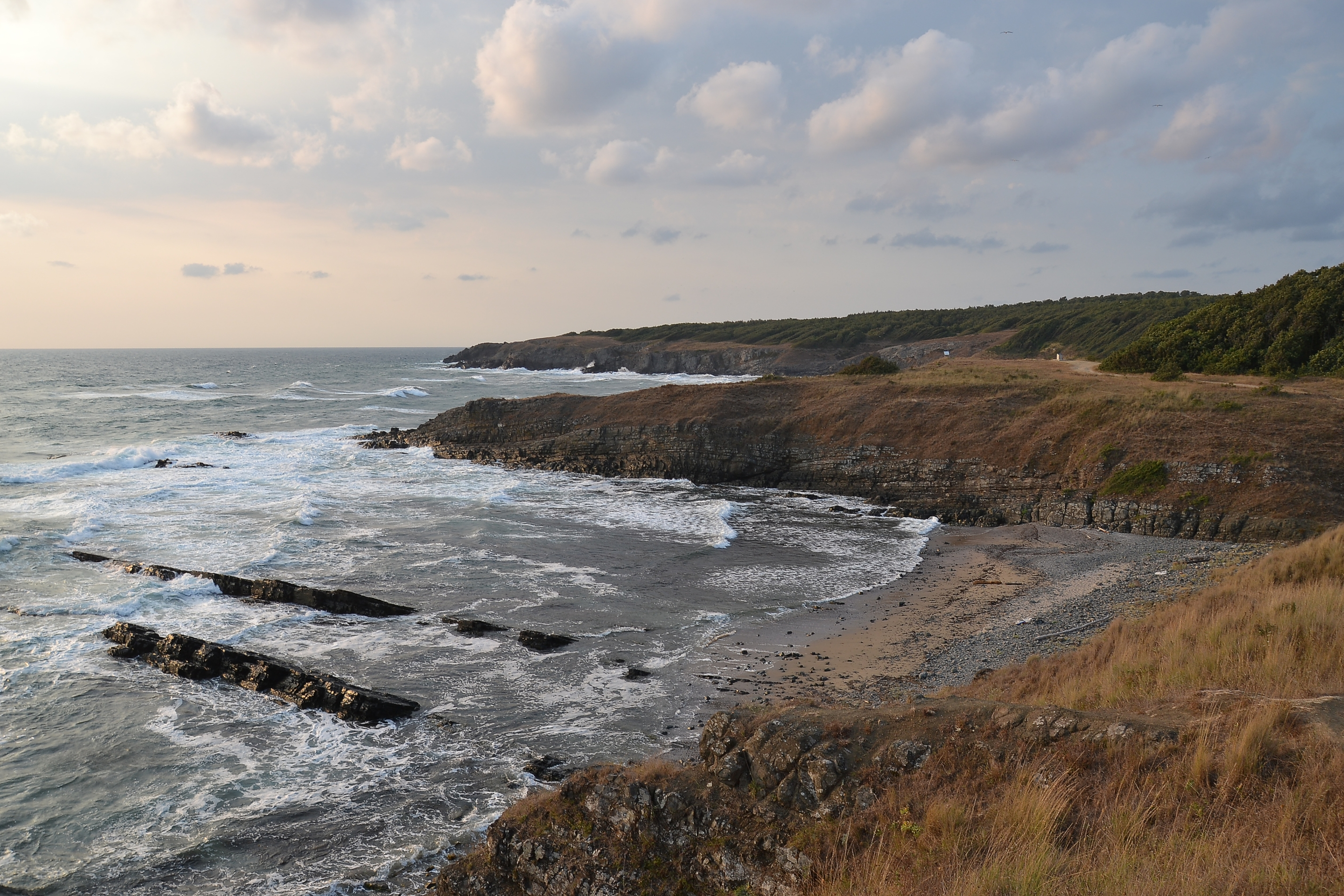
Les falaises à Sinémoréc
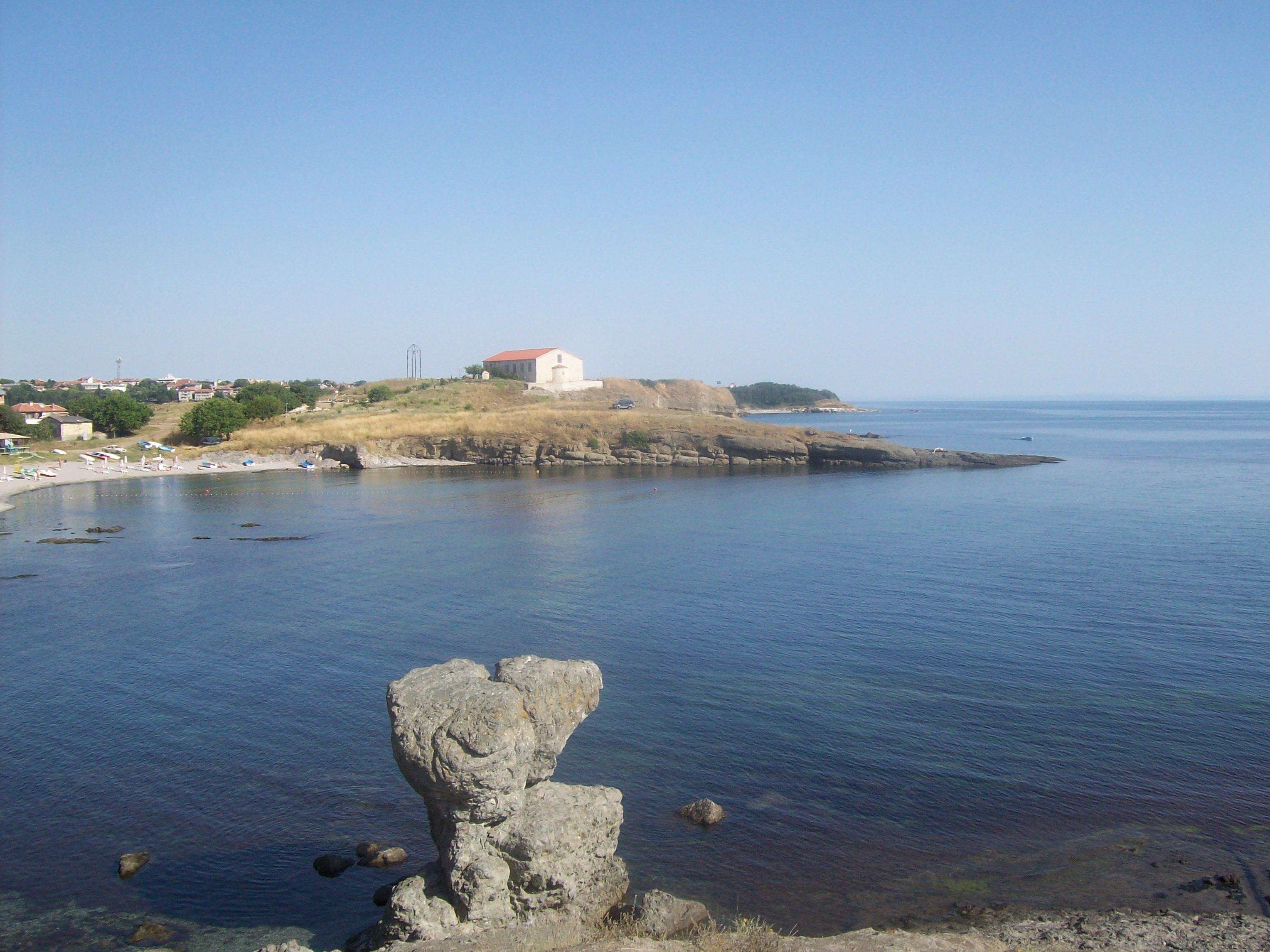
Vue sur la presqu'île sud de Tsarévo
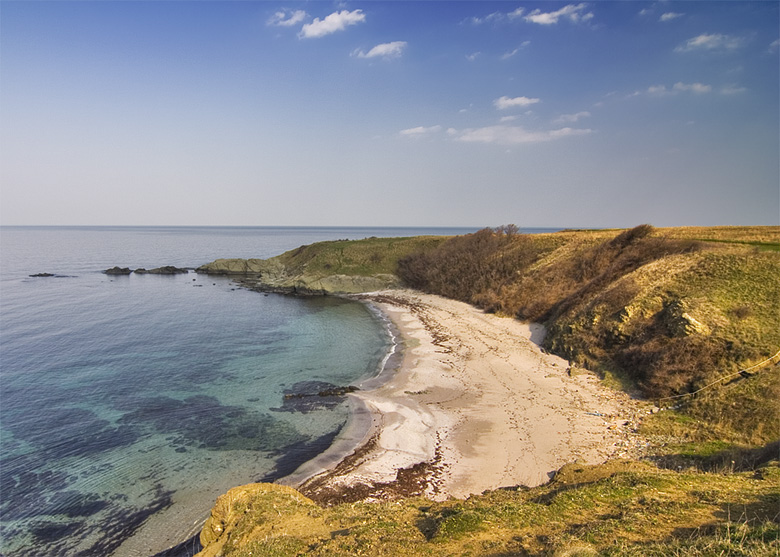
La plage à Varvara